# Quinta Borrell
La Quinta Borrell és una obra eclèctica de Cardedeu (Vallès Oriental) protegida com a Bé Cultural d'Interès Local.

## Descripció
Edifici aïllat situat al barri de la Creu, al final del carrer del Sagrat Cor, ocupant una gran parcel·la enjardinada. És de planta quadrada i té planta baixa, dos pisos i coberta de teula àrab de dos aiguavessos amb carener paral·lel a la façana principal. El ràfec està sostingut per cabirons de fusta. Al centre de la teulada s'aixeca una torratxa d'un nivell més, de planta quadrada i coberta de teula àrab i quatre aiguavessos. La façana principal, orientada al carrer Sagrat Cor, està precedida per un volum adossat. Es tracta d'un porxo al qual s'accedeix per una escala i que està format per grans obertures d'arc rebaixat amb una coberta plana, que és utilitzada com a terrassa-balcó i tancada per una balustrada.
La façana principal té tres eixos de composició vertical constituïts per obertures d'arc a nivell amb emmarcaments senzills, persianes de llibret i ampit en el cas de les finestres. La porta principal està ubicada sota el porxo, al centre de la façana i flanquejada per dues finestres. Al primer pis hi ha tres obertures rectangulars -una de les quals és una porta per accedir al balcó-, i al segon pis hi ha tres finestres quadrades de menors dimensions.
Les dues façanes laterals estan formades per quatre eixos de composició vertical constituïts pel mateix tipus d'obertures que la façana principal.
La façana posterior repeteix la mateixa composició que la façana principal, amb tres eixos de composició vertical i cos adossat que forma un porxo a la planta baixa, amb una coberta plana utilitzada com a terrassa i tancada amb una barana de ferro forjat. En aquest cas, però, el porxo està format per columnes de ferro fos.
La torratxa presenta un parell de finestres geminades d'arc angular i vidres de colors en cadascun dels costats.
El parament de l'immoble combina l'estucat llis amb les cantoneres de pedra ben escairada.

## Història
És probable que aquest edifici fou construït el 1883 per encàrrec de Concepció Borrell, filla de Marià Borrell, el primer propietari de Villalba després de l'emancipació d'aquesta finca del monestir de Montserrat. El nom original de l'habitatge era “Mas Sant Jordi”, tot i que sempre ha estat conegut com a Borrell. El 1918, el seu propietari era Francesc de Paula Vallet Piquer.